# آرچی الکساندر
آرچیبالد آلفونسو الکساندر (Archibald Alphonso Alexander) (زادهٔ ۱۴ مه ۱۸۸۸ – درگذشتهٔ ۴ ژانویه ۱۹۵۸)، معمار و مهندس آمریکایی بود. او نخستین فارغ‌التحصیل آفریقایی-آمریکایی از دانشگاه آیووا و اولین فردی بود که از دانشکدهٔ مهندسی دانشگاه آیووا فارغ‌التحصیل شد. او همچنین فرماندار جزایر ویرجین در ایالات متحده بود.

## اوایل زندگی و تحصیلات
الکساندر در اتوموا، ایالت آیووا و در اجتماع کوچک آفریقایی-آمریکایی چشم به جهان گشود. والدینش، پرایس و مری همیلتون الکساندر بودند و آرچی بزرگترین فرزند از ۹ فرزند بود. زمانی که خانوادهٔ الکساندر به مزرعه‌ای خارج از دموین نقل مکان کردند، پرایس نگهبان بانک ملی دموین شد. الکساندر در سال ۱۹۰۵، از دبیرستان اوک پارک فارغ‌التحصیل شد. او پیش از تحصیل در رشتهٔ مهندسی در دانشگاه ایالتی آیووا (که بعدها دانشگاه آیووا نامیده شد)، به کالج هایلند پارک و کالج هنر کامینز می‌رفت. الکساندر نه تنها در آن زمان، تنها دانشجوی سیاه‌پوست آن دانشگاه، بلکه اولین دانشجوی آفریقایی-آمریکایی بود که در سال ۱۹۱۲ از رشتهٔ مهندسی دانشگاه آیووا فارغ‌التحصیل شد. استادانش به او هشدار دادند که احتمالاً یافتن کار به عنوان مهندس آفریقایی-آمریکایی برای او دشوار خواهد بود. الکساندر یکی از اولین فوتبالیست‌های آفریقایی-آمریکایی در دانشگاه آیووا بود که در آنجا به مدت سه سال، شروع کنندهٔ تکل و صاحب لقب «اسکندر کبیر» بود. او در دوران کالج برای تأمین هزینه‌ها و پرداخت شهریه‌اش، چندین شغل پاره‌وقت داشت. او همچنین عضو انجمن اخوت کاپا آلفا سای بود که اکثراً سیاه‌پوست بودند. الکساندر در طول تابستان، به عنوان نقشه‌کش در شرکت مهندسی مارش کار کرد. این شرکت که در دموین واقع بود، بسیاری از پل‌های مهم که تا به امروز باقی مانده‌اند را طراحی کرده‌است. در سال ۱۹۲۱، الکساندر در زمان فرصت مطالعاتی خود در دانشگاه لندن به مطالعهٔ طراحی پل پرداخت. او بعدها در سال ۱۹۲۵، مدرک مهندسی عمران از دانشگاه ایالتی آیووا گرفت.

## حرفه

### مهندسی و معماری
الکساندر پس از فارغ‌التحصیلی و پیش از تأسیس شرکت مهندسی خود در ۲۶ سالگی، به عنوان سرکارگر در شرکت مهندسی مارش مشغول به کار شد. شرکت الکساندر، به نام ای ای الکساندر، در بدو امر، به صورت تخصصی در ساخت پل‌ها فعالیت داشت. الکساندر تا زمان مرگ پیمانکار سفیدپوست جورج اف هیگبی، به مدت هشت سال با او شریک بود. پس از مرگ هیگبی، الکساندر به مدت چهار سال به تنهایی شرکت را اداره کرد. پروژهٔ مهم او در این مدت شامل سیستم گرمایش و سرمایش دانشگاه آیووا بود.
در سال ۱۹۲۶، به خاطر دستاورد برجستهٔ الکساندر در تجارت و مهندسی، جایزهٔ هارمون به او اعطا شد. در همان سال، او همچنین جایزهٔ لورل ریث، عالی‌ترین جایزهٔ انجمن اخوت کاپا آلفا سای را برای یک عمر دستاورد دریافت کرد.
در سال ۱۹۲۹، او با موریس ای ریپاس، همکلاسی و هم‌تیمی سابق خود، شریک شد و نام شرکت را به الکساندر و ریپاس تغییر داد. اولین پروژهٔ بزرگ آنها ساخت پالایشگاه فاضلاب چند میلیون دلاری در گرند رپیدز، میشیگان بود. آنها همچنین ساخت بسیاری از جاده‌ها و پل‌ها در سراسر کشور از جمله ساخت بزرگراه وایت‌هرست و گسترش بزرگراه بالتیمور-واشینگتن را بر عهده داشتند. آنها برای ساخت پل و موج‌شکن در تایدل بیسن در واشینگتن دی‌سی استخدام شدند و الکساندر برای این پروژه، گروه منسجمی را برای کلیهٔ کارهای ساختمانی به کار گرفت. به علاوه، آنها ساخت فرودگاه موتون که هوانوردان تاسکیگی در آنجا آموزش می‌دیدند، و مجموعه‌ای مسکونی برای انجمن ملی زنان رنگین‌پوست را نیز برعهده داشتند. شرکت الکساندر آنقدر موفق شد که مجلهٔ اِبنی در سال ۱۹۴۹، آن را «معروف‌ترین تجارت میان‌نژادی کشور» اعلام کرد. در آخر، الکساندر در طول دوران کاری خود، بیش از ۳۰۰ پروژه را رهبری کرد.
در سال ۱۹۲۵، دانشگاه آیووا به او مدرک افتخاری کارشناسی ارشد در رشتهٔ مهندسی و در سال ۱۹۴۶، دانشگاه هوارد به او دکترای افتخاری در رشتهٔ مهندسی اعطا کردند. اگرچه برخی منابع ادعا می‌کنند که الکساندر مدال معتبر اسپینگارن را از سوی انجمن ملی پیشرفت رنگین‌پوستان دریافت کرده، با این حال، این انجمن نام او را در فهرست دریافت‌کنندگان خود ثبت نکرده‌است.

### فعالیت سیاسی
الکساندر فعالیت سیاسی خود را در سال ۱۹۳۲، زمانی که معاون رئیس کمیتهٔ ایالتی جمهوری‌خواهان بود، آغاز کرد که این سمت را دوباره در سال ۱۹۴۰ برعهده گرفت. در سال ۱۹۳۴، الکساندر عضو تیم تحقیقاتی شد که به بررسی فرصت‌های توسعهٔ اقتصادی در کشور هائیتی می‌پرداخت. در طول دههٔ سی، الکساندر یکی از اعضای فعال حزب جمهوری‌خواه بود. او در سال ۱۹۵۲، با تمام قوا برای انتخابات ریاست جمهوری دوایت دی آیزنهاور فعالیت کرد. او علاوه بر فعالیت در حزب جمهوری‌خواه، عضوی فعال در سازمان‌های آمریکایی-آفریقایی بود. الکساندر یکی از بنیانگذاران شعبهٔ انجمن ملی پیشرفت سیاه‌پوستان در دموین بود و در سال ۱۹۴۴، به عنوان رئیس این شعبه خدمت کرد. او همچنین رئیس هیئت مدیرهٔ مرکز اجتماع سیاه‌پوستان و یکی از اعضای هیئت امنا در دانشگاه هوارد و مؤسسهٔ تاسکیگی بود.
در سال ۱۹۵۴، الکساندر از سوی رئیس‌جمهور دوایت دی آیزنهاور به فرمانداری جزایر ویرجین در ایالات متحده منصوب شد. از زمان تأسیس دولت مدنی در این جزایر، الکساندر اولین فرماندار جمهوری‌خواه در آنجا بود. دوران تصدی او در این سمت، کوتاه و بحث‌برانگیز بود. در سال ۱۹۵۵، او به دلیل حمایت از شرکای تجاری قدیمی در قراردادهای ساخت جاده در جزیرهٔ سنت توماس به شدت مورد انتقاد قرار گرفت. مجلس نمایندگان ایالات متحده، تحقیقاتی را در این باره آغاز کرد و در پی آن، الکساندر ظاهراً به خاطر وضعیت سلامتش، در ۱۸ اوت ۱۹۵۵، از سمت خود کناره‌گیری کرد.

## زندگی شخصی
الکساندر در سال ۱۹۱۳ با اودرا ای لیندزی در دنور، ایالت کلرادو ازدواج کرد. آنها صاحب یک فرزند به نام آرچیبالد آلفونسو جونیور شدند که در کودکی درگذشت.
الکساندر در سال ۱۹۵۸، بر اثر حملهٔ قلبی در دموین، ایالت آیووا از دنیا رفت.

## میراث
پس از مرگ اودرا لیندزی الکساندر در سال ۱۹۷۳، بر اساس وصیت‌نامهٔ الکساندر، دانشگاه آیووا، مؤسسهٔ تاسکیگی و دانشگاه هوارد، کمک هزینه‌ای برای بورسیه‌های مهندسی دریافت کردند. هر دانشگاه سپرده‌ای به مبلغ بیش از ۱۰۰۰۰۰ دلار (در مجموع، تقریباً ۱٫۵ میلیون دلار در سال ۲۰۰۹) برای بورسیه‌های مهندسی دریافت کرد.
مقالات آرچی آلفونسو الکساندر در مجموعهٔ تخصصی و آرشیو دانشگاه آیووا نگهداری می‌شوند.
نام الکساندر به خاطر سه فصل حضورش در تیم فوتبال دانشگاه آیووا در تالار افتخار فوتبال کالج چیک-فیل-ای درج شده‌است.